# Liste der Abgeordneten zum Burgenländischen Landtag (X. Gesetzgebungsperiode)
Diese Liste der Abgeordneten zum Burgenländischen Landtag listet alle Mitglieder des Burgenländischen Landtags in der X. Gesetzgebungsperiode auf. Die Gesetzgebungsperiode wurde am 17. April 1964 mit der Angelobung der Abgeordneten und der Wahl des Präsidiums eröffnet und endete nach 56 Sitzungen am 17. April 1968 mit der Angelobung des Landtags der XI. Gesetzgebungsperiode. Nach der Landtagswahl am 22. März 1964 entfielen 16 von 32 Mandaten auf die Sozialdemokratische Partei Österreichs (SPÖ), 15 Mandate auf die Österreichische Volkspartei (ÖVP) und 1 Mandat auf die Freiheitliche Partei Österreichs (FPÖ).
Dem Präsidium saß als 1. Landtagspräsident zunächst der SPÖ-Abgeordnete Fred Sinowatz vor, am 28. Juni 1966 wurde er von Karl Krikler (SPÖ) abgelöst. Die Funktion des 2. Landtagspräsidenten hatte während der gesamten Funktionsperiode Johann Erhardt (ÖVP) inne, 3. Landtagspräsident war Heinrich Knotzer (SPÖ). Die Funktion des Schriftführers übten Franz Böröczky und Rudolf Gradinger aus, Ordner waren Karl Krikler (bis 28. Juni 1966), Emmerich Koller (ab 18. Oktober 1966) und Josef Wiesler. Bereits am 26. Mai 1964 schieden acht Abgeordnete aus dem Landtag aus und wechselten in die Landesregierung oder den Bundesrat, sie wurden noch am selben Tag nachbesetzt. Des Weiteren kam es während der Gesetzgebungsperiode zu fünf weiteren Wechseln unter den Landtagsabgeordneten.
| Name                  | Fraktion | Anmerkung                                                                 |
| --------------------- | -------- | ------------------------------------------------------------------------- |
| Babanitz Franz        | SPÖ      | bis 27. April 1966                                                        |
| Bezucha Franz         | SPÖ      | bis 26. Mai 1964                                                          |
| Billes Stefan         | SPÖ      | bis 26. Mai 1964                                                          |
| Bögl Hans             | SPÖ      | bis 26. Mai 1964                                                          |
| Böhm Georg            | ÖVP      | ab 26. Mai 1964                                                           |
| Böröczky Franz        | SPÖ      |                                                                           |
| Erhardt Johann        | ÖVP      |                                                                           |
| Gesellmann Hans       | ÖVP      | bis 8. März 1968                                                          |
| Görcz Adalbert        | ÖVP      |                                                                           |
| Gradinger Rudolf      | ÖVP      |                                                                           |
| Graf Robert           | ÖVP      | bis 27. April 1966                                                        |
| Gregorich Johann      | ÖVP      | ab 26. Mai 1964, bis 19. Oktober 1965                                     |
| Grohotolsky Rudolf    | ÖVP      | bis 26. Mai 1964                                                          |
| Handler Josef         | SPÖ      | ab 26. Mai 1964                                                           |
| Hautzinger Johann     | ÖVP      | bis 26. Mai 1964                                                          |
| Holper Karl           | ÖVP      | ab 27. April 1966 für Robert Graf                                         |
| Kapaun Heinz          | SPÖ      | ab 28. Juni 1966 für Fred Sinowatz                                        |
| Katsich Thomas        | ÖVP      | ab 19. Oktober 1965 für Johann Gregorich                                  |
| Kery Theodor          | SPÖ      | bis 26. Mai 1964                                                          |
| Knotzer Heinrich      | SPÖ      |                                                                           |
| Koller Emmerich       | SPÖ      | ab 22. Jänner 1965 für Thomas Wagner                                      |
| Kranich Alfred        | ÖVP      | ab 26. Mai 1964                                                           |
| Krikler Karl          | SPÖ      |                                                                           |
| Krutzler Hans         | SPÖ      | ab 26. Mai 1964                                                           |
| Lentsch Josef         | ÖVP      | bis 26. Mai 1964, Lentsch wurde auf Grund schwerer Krankheit nie angelobt |
| Marx Franz            | ÖVP      |                                                                           |
| Medl Josef            | SPÖ      |                                                                           |
| Moser Rudolf          | SPÖ      | ab 26. Mai 1964                                                           |
| Müller Johann         | ÖVP      |                                                                           |
| Nikles Julius         | ÖVP      |                                                                           |
| Parise Ludwig         | SPÖ      |                                                                           |
| Pleyer Hilde          | SPÖ      | ab 127. April 1966 für Franz Babanitz                                     |
| Polster Reinhold      | ÖVP      | bis 26. Mai 1964                                                          |
| Pöpperl Anna          | SPÖ      |                                                                           |
| Probst Franz          | SPÖ      |                                                                           |
| Rechnitzer Franz      | ÖVP      |                                                                           |
| Rezar Richard         | FPÖ      |                                                                           |
| Rosenberger Hans      | SPÖ      | bis 12. März 1968                                                         |
| Schatz Josef          | ÖVP      |                                                                           |
| Sinowatz Fred         | SPÖ      | bis 28. Juni 1966                                                         |
| Trenovatz Stefan      | SPÖ      |                                                                           |
| Tschögl Franz         | ÖVP      | ab 26. Mai 1964                                                           |
| Wagner Thomas         | SPÖ      | ab 26. Mai 1964, bis 22. Jänner 1965                                      |
| Weichselberger Alfred | SPÖ      |                                                                           |
| Wiesler Josef         | ÖVP      |                                                                           |